# Lacrosse (album)
Lacrosse è un album in studio del compositore jazz statunitense John Zorn. Tre dei brani contenuti su questo album furono originariamente pubblicati nel 1977 nell'album in studio School fatto in collaborazione con il musicista Eugene Chadbourne. Venne poi successivamente ripubblicato in formato CD il 25 gennaio 2000 dalla Tzadik Records.

## Descrizione
Lacrosse contiene varie registrazioni del cosiddetto "game piece" dal titolo eponimo.

### I brani
Il primo disco, registrato alla radio WKCR di New York il 10 giugno 1978, presenta 6 registrazioni della suddetta composizione fatte da John Zorn, Eugene Chadbourne, Polly Bradfield, Mark Abbott e LaDonna Smith. La terza, quarta e sesta prova furono pubblicate sull'album School del 1977.
Il secondo disco, registrato a San Francisco a giugno del 1977, presenta l'originale registrazione di Lacrosse fatta da John Zorn, Eugene Chadbourne, Henry Kaiser e Bruce Ackley. Venne intitolata Twins Version.

## Tracce

### Primo disco
Musiche di John Zorn.
1. Take 3 – 23:06
2. Take 4 – 19:06
3. Take 6 – 6:20
4. Take 1 – 7:01
5. Take 2 – 8:08
6. Take 5 – 8:16

Durata totale: 71:57

### Secondo disco
Musiche di John Zorn.
1. Twins Version – 29:56

Durata totale: 29:56

## Formazione
- John Zorn – sassofono contralto, clarinetto, sassofono soprano
- Mark Abbott – elettronica
- Bruce Ackley – sassofono soprano
- Polly Bradfield – violino, viola, violino elettrico
- Eugene Chadbourne – chitarra acustica, chitarra resofonica, chitarra elettrica, chitarra a dodici corde, tiple, basso elettrico a sei corde
- Henry Kaiser – chitarra elettrica
- LaDonna Smith – violino, viola
- Davey Williams – banjo, chitarra elettrica, chitarra semi-acustica